# Гущино (Омская область)
Гу́щино — деревня в Большереченском районе Омской области России. Входит в состав Шипицынского сельского поселения.

## История
В 1928 году деревня Гущина состояла из 87 хозяйств, основное население — русские. В административном отношении являлась центром Гущинского сельсовета Большереченского района Тарского округа Сибирского края.

## Население
| 1926 | 2002 | 2010 | 2021 |
| ---- | ---- | ---- | ---- |
| 242  | ↗295 | ↘220 | ↘146 |

### Национальный состав
Согласно результатам переписи 2002 года, в национальной структуре населения русские составляли 93 %.